# Konnect Entertainment
Konnect Entertainment (en hangul, 커넥트 엔터테인먼트 ; romanización revisada del coreano,Keonekteu enteoteinmeonteu; estilizado como KONNECT Entertainment)  es una compañía de entretenimiento surcoreana  fundada el 5 de junio de 2019 por Kang Daniel. La empresa tiene su sede en el distrito de Gangnam de Seúl en Corea del Sur. A partir de septiembre de 2021, Konnect gestiona completamente a los artistas solistas Kang Daniel, Chancellor y Yuju, mientras que se encarga de la gestión doméstica de la artista solista CL.

## Historia
Konnect Entertainment fue fundada el 5 de junio de 2019 como una agencia unipersonal para Kang Daniel.  El nombre «Konnect» es una fusión de las palabras «Korea» y «conectar», lo que revela su objetivo de conectar a Corea con el resto del mundo a través de sus actividades futuras.

Inmediatamente después de la disolución del grupo de chicos proyecto Wanna One, se reveló que Kang estaba en una disputa legal con su antigua agencia debido a la transferencia de sus derechos de contrato exclusivo a terceros sin su consentimiento previo.  Esta disputa resultó en su pausa de seis meses de la industria del entretenimiento hasta que el Tribunal del Distrito Central de Seúl falló a su favor, permitiendo la suspensión de su contrato.  Este fallo significaba que podía realizar actividades de entretenimiento individuales sin ninguna interferencia de su antigua agencia.  Después de recibir ayuda de varios expertos y de sus abogados, Kang estableció tanto KD Corporation Ltd. como Konnect Entertainment. Un representante de la agencia reveló que:
"Kang decidió ir en la dirección de establecer una agencia unipersonal después de considerar todos los ángulos posibles en términos de qué estructura de agencia se adaptaría mejor a sus actividades a largo plazo. Su decisión también estuvo fuertemente influenciada por el hecho de que quería volver a sus fanáticos, que habían esperado durante mucho tiempo, lo más rápido posible".
En cuanto a KD Corporation Ltd., se anunciaron planes para diversificarse en varias direcciones comerciales en el futuro. En febrero de 2020, se abrió un café en el primer piso del edificio de Konnect Entertainment en el distrito de Gangnam de Seúl llamado Café de Konnect.  
En febrero de 2021, Konnect Entertainment anunció que lanzaría una aplicación móvil para el fancafe oficial de Kang que anteriormente se encontraba en el sitio web oficial de la compañía.  La aplicación se lanzó de forma gratuita para iOS en App Store y para Android en Google Play el 30 de marzo de 2021.  Esta fue la primera vez que un artista en Corea lanzó su propia aplicación  Desarrollado por Konnect y titulado "KANGDANIEL", el servicio de red social tiene una función de traducción automática con 10 idiomas traducibles, incluidos: coreano, inglés, chino simplificado, chino tradicional, japonés, indonesio, malayo, español, portugués y tailandés.
En agosto de 2021, se anunció que el cantautor y productor Chancellor había firmado un contrato exclusivo con Konnect Entertainment.  La agencia confirmó esto y dijo que «no escatimaremos esfuerzos para apoyarlo para que pueda mostrar todo su potencial como productor y artista».  En septiembre del mismo año tras su salida de Source Music,la vocalista principal del grupo de chicas GFriend, Yuju firmó un contrato exclusivo con Konnect Entertainment.

## Filantropía
En diciembre de 2019, se reveló que Konnect Entertainment donó 31 000 briquetas a 31 bancos de briquetas en todo el país para agradecer a los fanáticos por ayudar a los necesitados en el cumpleaños de Kang.  En diciembre de 2020, Kang y todo el personal de su agencia participaron en la campaña «Please Protect Me» de Holt Children's Services (HCS) elaborando a mano y entregando 100 portadas de libros a la organización humanitaria.  Las ganancias de los kits de portadas de libros comprados por Konnect se utilizarían para brindar atención mental y médica, vivienda, vivienda y apoyo educativo a los niños necesitados.

## Artistas
| - Kang Daniel - CL (co-gestionada con Very Cherry) - Chancellor - Yuju | - Chancellor |

## Discografía
| - Kang Daniel – Color on Me (2019) - Kang Daniel – Cyan (2020) - Kang Daniel – Magenta (2020) - Kang Daniel – Yellow (2021) | - Chancellor – Chancellor (2021) - Yuju – REC. (2022) - Kang Daniel – The Story (2022) - Kang Daniel – Joy Ride(2022) |